# Muhos
Muhos es un municipio de Finlandia.
Se ubica en la provincia de Oulu viajando 1 hora (35 km) por la ruta 22 desde la ciudad de Oulu, la capital de Finlandia del Norte. Es parte de la región de Ostrobotnia del Norte. El municipio tiene una población de 9,023 (30 de junio de 2015) y cubre un área de 797.39 kilómetros cuadrados de los cual 13.78 km² son agua. La densidad de población es de 11.51 habitantes por km².

## Escuelas
- Escuela secundaria superior Muhos
- Secundaria Muhos (aprox. 400 alumnos)
- Escuela primaria Muhos (aprox. 180 alumnos)
- Escuela primaria Korivaara
- Escuela primaria Huovila
- Escuela primaria Honkala
- Escuela primaria Hyrkki
- Escuela primaria Laitasaari

## Cultura
La ciudad tiene un centro cultural que consiste en la biblioteca de la ciudad y un espacio para diversas actividades culturales, que puede alquilarse por un precio nominal. El centro cultural también tiene una sala de cine. 
Famosa por ser la cuna de Armi Kuusela, Miss Universo 1952, la primera en la historia. 

## Lenguas
El municipio es monolingüe y su idioma oficial es el finés.